# Стройная цибиосарда
Стройная цибиосарда (лат. Cybiosarda elegans) — вид лучепёрых рыб единственный представитель рода цибиосард семейства скумбриевых. Максимальная зарегистрированная длина 45 см. Обитают в прибрежных тропических и субтропических прибрежных водах восточной части Индийского и юго-западной части Тихого океана. Образуют крупные стаи. Питаются зоопланктоном и мелкими рыбами. Не представляют интереса для коммерческого промысла, но используются в качестве наживки в спортивном рыболовстве.

## Ареал
Эти эпипелагические и неретические рыбы широко распространены в тропических и субтропических водах у северного, западного и восточного прибрежья Австралии и у южного побережья Папуа Новая Гвинея

## Описание
Максимальная длина составляет 45 см. Максимальная зарегистрированная масса 2 кг. У стройных цибиосард веретеновидное, довольно короткое и высокое тело, сильно сжатое с боков. Рот крупный. Окончание верхней челюсти достигает вертикали, проходящей через задний край глаза. На языке имеется 2 области, покрытые зубами. Зубы крупные, конические. На верхней челюсти 10—22, а на нижней 10—17 зубов. На первой жаберной дуге 12—15 жаберных тычинок. В обонятельной розетке 28—33 пластинки. Межглазничное пространство равно 23,9—31 % длины головы. Имеется два спинных плавника, расположенных близко друг к другу. В первом спинном плавнике 16—18 колючих лучей. Во втором спинном плавнике 17—19 мягких лучей. Позади второго спинного плавника пролегает ряд из 8—10 мелких плавничков. Грудные плавники короткие, образованы 22—24 лучами. Они не достигают воображаемой линии, проведённой через начало промежутка между спинными плавниками. Между брюшными плавниками имеется невысокий раздвоенный выступ. В анальном плавнике 15—17 мягких лучей. Позади анального плавника пролегает ряд из 6—7 мелких плавничков. По обе стороны хвостового стебля пролегают длинный медиальный киль и 2 небольших киля по бокам от него ближе к хвостовому плавнику. Хвостовой стебель тонкий. Количество позвонков в туловищном отделе 22—24, в хвостовом 23—26, в сумме 47—48. Печень с удлинённой правой долей и короткой левой долей, которая имеет тенденцию срастаться с центральной. За исключением корсета в передней части тела и области вокруг плавников кожа голая. Плавательный пузырь отсутствует. Спина тёмно-синего цвета с удлинёнными чёрными пятнышками. Брюхо серебристо-белое с нескольким исчезающими продольными полосами. Передний край первого спинного плавника чёрный, несколько задних перепонок окрашены в белый цвет. Второй и анальный плавники жёлтые.

## Биология
Стройные цибиосарды ведут стайный образ жизни, образуют косяки численностью в несколько сотен особей. Питаются мелкими рыбами, такими как сельди и анчоусы, и зоопланктоном.

## Взаимодействие с человеком
Не являются объектом коммерческого промысла. Этих рыб используют в качестве наживки для поимки крупных тунцов и акул. У них белое сухое мясо, которое употребляют в копчёном виде или приготовленным на пару. Международный союз охраны природы оценил охранный статус вида как «Вызывающий наименьшие опасения».